# Chef de cabinet adjoint de la Maison-Blanche
Le chef de cabinet adjoint de la Maison-Blanche est officiellement le principal collaborateur du chef de cabinet de la Maison-Blanche, lui-même principal collaborateur du président des États-Unis. Disposant généralement d'un bureau dans l'aile Ouest, il est chargé du bon fonctionnement de l'administration de la  Maison-Blanche, ainsi que des autres tâches que lui confie le chef de cabinet. Dans toutes les administrations récentes, il y a eu plusieurs chefs de cabinet adjoints aux fonctions différentes.
Dans la deuxième administration Trump, il y a six chefs de cabinet adjoints, :
- Dan Scavino, chef de cabinet adjoint
- Stephen Miller, chef de cabinet adjoint chargé des politiques
- James Blair, chef de cabinet adjoint aux affaires législatives, politiques et publiques
- Taylor Budowich, chef de cabinet adjoint chargé des communications et du personnel
- Nicholas F. Luna, chef de cabinet adjoint chargé de la mise en œuvre stratégique
- Beau Harrison, chef de cabinet adjoint aux opérations.

Au moins six chefs de cabinet adjoints ont par la suite été promus au poste de chef de cabinet: Dick Cheney, Ken Duberstein, Andrew Card, Erskine Bowles, John Podesta et Joshua Bolten.

## Liste des chefs de cabinet adjoints de la Maison Blanche

### Dans les administrationsFord,Carter,ReaganetH.W. Bush
- Administration Ford
  - Dick Cheney, 1974-1975[3]
- Administration Carter
  - Landon Butler, 1977-1981[4]
  - William G. Simpson, 1979-1981[4]
- Administration Reagan
  - Michael Deaver, 1981-1985
  - Kenneth Duberstein,  1987-1988
  - MB Oglesby Jr., 1988-1989
- Administration de George H.W. Bush
  - Andrew Card, 1989-1992
  - Henson Moore, 1992
  - Robert Zoellick, 1992-1993

### Administration Clinton
- chef de cabinet adjoint aux opérations
  - Philip Lader, 1993–1994
  - Erskine Bowles, 1994–1996
  - Evelyn S. Lieberman, 1996
  - John Podesta, 1997–1998
  - Steve Ricchetti, 1998–2001
- Chef de cabinet adjoint chargé des politiques
  - Mark Gearan, 1993
  - Roy Neel, 1993
  - Harold M. Ickes, 1993–1996
  - Sylvia Mathews Burwell, 1997–1998
  - Maria Echaveste, 1998–2001

### Administration George W. Bush
- chef de cabinet adjoint aux opérations
  - Joe Hagin, 2001–2008
  - Blake Gottesman, 2008–2009
- Chef de cabinet adjoint chargé des politiques
  - Joshua Bolten, 2001–2003
  - Harriet Miers, 2003–2005
  - Karl Rove, 2005–2007
  - Joël Kaplan, 2006–2009

### Administration Obama
- chef de cabinet adjoint aux opérations
  - Jim Messina, 2009–2011
  - Alyssa Mastromonaco, 2011–2014
  - Anita Decker Breckenridge, 2014–2017
- Chef de cabinet adjoint chargé des politiques
  - Mona Sutphen, 2009–2011
  - Nancy-Ann DeParle, 2011–2013
  - Rob Nabors, 2013–2015
- chef de cabinet adjoint chargé de la planification
  - Mark B. Childress, 2012–2014
- Chef de cabinet adjoint chargé de la mise en œuvre des politiques
  - Kristie Canegallo, 2014–2017

### Première administration Trump(2017-2021)
- Chef de cabinet adjoint principal
  - Kirstjen Nielsen, 2017[5],[6]
  - Jim Carroll, 2017–2018
  - Zachary Fuentes, 2018–2019[7]
  - Emma Doyle, 2019–2020[8],[9]
- chef de cabinet adjoint aux opérations
  - Joe Hagin, 2017–2018
  - Dan Walsh, 2018–2019
  - Anthony M. Ornato, 2019–2021
- Chef de cabinet adjoint chargé des politiques
  - Rick Dearborn, 2017–2018[10]
  - Chris Liddell, 2018–2021[10]
- Chef de cabinet adjoint chargé de la mise en œuvre
  - Katie Walsh, 2017 (Mise en œuvre)[11]
- Chef de cabinet adjoint chargé des communications
  - Bill Shine, 2018–2019[12]
  - Dan Scavino, 2020-2021[13]

### Administration Biden(2021-2025)
- chef de cabinet adjoint aux opérations
  - Jen O'Malley Dillon, 2021–2024
  - Annie Tomasini, 2024–2025
- Chef de cabinet adjoint chargé des politiques
  - Bruce Reed, 2021–2025
- Chef de cabinet adjoint chargé de la mise en œuvre
  - Natalie Quillian, 2023-2025[14]

### Deuxième administration Trump(depuis 2025)
- chef de cabinet adjoint
  - Dan Scavino, depuis 2025[15]
- Chef de cabinet adjoint chargé des politiques
  - Stephen Miller, depuis 2025[15]
- Chef de cabinet adjoint aux affaires législatives, politiques et publiques
  - James Blair, depuis 2025[15]
- Chef de cabinet adjoint chargé des communications et du personnel
  - Taylor Budowich, depuis 2025[15]
- Chef de cabinet adjoint chargé de la mise en œuvre stratégique
  - Nicholas F. Luna, depuis 2025[2]
- chef de cabinet adjoint aux opérations
  - Beau Harrison, depuis 2025[2]

## Dans la culture populaire
- Dans la série télévisée The West Wing de NBC, le poste de chef de cabinet adjoint de la Maison Blanche (pour la planification stratégique) était occupé par Josh Lyman dans l'administration fictive Bartlet et Sam Seaborn dans l'administration fictive Santos.
- Chad Lowe a interprété le chef de cabinet adjoint de la Maison Blanche, Reed Pollock, sous les ordres du chef de cabinet de la Maison Blanche, Tom Lennox, et du président Wayne Palmer, dans la série télévisée 24.
- Adan Canto a incarné le chef de cabinet adjoint de la Maison Blanche avant d'être promu chef de cabinet de la Maison Blanche dans la série dramatique politique d'ABC Designated Survivor.
- Kristen Connolly a interprété Christina Gallagher, cheffe de cabinet adjointe de la Maison Blanche, dans House of Cards.